# Padishah
Padishah, Padshah, Padeshah, Badishah hay Badshah (theo tiếng Ba Tư پادشاه Pādeshāh) là một tước hiệu rất được trọng vọng, ráp từ hai chữ Ba Tư pād "chủ" và shāh "vua", có thể gọi là Vương chủ. Tước hiệu này được dùng bởi một số quốc trưởng của các nước nơi Hồi giáo là quốc đạo, bởi các nước này phần đông chịu nhiều ảnh hưởng của nền văn minh Ba Tư.
Theo từ điển Anh-Việt này, 'padishah' là "Pađisat", "vua (ở Ba-tư, Thổ Nhĩ Kỳ)".

## Trong lịch sử
Các triều vua sau đây đã được gọi là Padishah:
- Các vị Shahanshah (Vua của các vua) của đế quốc Ba Tư.
- Các vị vua nhà Ottoman, cũng xưng là khalip và nhiều tước hiệu khác.
- Các vị vua nhà Mogul, cai trị phần lớn lãnh thổ tiểu lục địa Ấn Độ. Tại đấy tước hiệu này cũng được dùng theo tiếng Phạn là Patisaha.

Ngoài ra một số ông vua khác, trên những lãnh thổ bé hơn, tại Ấn Độ, Afghanistan, Tunisia,… cũng từng xưng là Padishah hay Badshah. Lãnh thổ nhỏ kỷ lục có lẽ là xứ Swat, chỉ là một thung lũng ở miền tây bắc Pakistan. Vua xứ này là Miangul Golshahzada Abdul Wadud đã tự xưng Badshah từ tháng 11 năm 1918 đến tháng 3 năm 1926.
Một số ông vua được gọi kèm với tước padishah một danh hiệu khác, như:
- Tipu Sultan, mệnh danh là con hổ vùng Mysore (1782 - 1799), từng là một kình địch của thực dân Anh. Ông đã xưng là Padshah và được gọi là Padshah bahadur. Bahadur theo tiếng Mông tộc và Hồi tộc có nghĩa là "dũng cảm".
- Ahmad Shah Durrani, mệnh danh là Padshah-i-Ghazi, Dur-i-Durran. Ghazi có nghĩa là "chiến thắng", Dur-i-Durran có nghĩa là "trân châu của những hạt trân châu". Ông đã cai trị vùng Afghanistan từ 1747 đến 1772.

## Trong dân gian
Như nhiều tước hiệu khác, danh từ Padishah, với thời gian, cũng biến chuyển - có khi sai trại đi chút ít - thành họ của một số gia đình, quý tộc hay thường dân, chẳng hạn như họ Badi nay rất đông đúc ở Libya.

## Trong tiểu thuyết
Trong bộ truyện khoa học giả tưởng Dune của nhà văn Frank Herbert, hoàng đế padishah Shaddam IV ngự trị trên một đế quốc bao gồm nhiều hành tinh. Tước hiệu tổng hợp "Hoàng đế Padishah" cũng thường được gọi cách khác là "Hoàng đế của Vũ trụ đã được biết" hay là "Hoàng đế của một triệu thế giới". Trong bộ truyện - đã được quay thành phim - này, Hoàng đế Padishah là chức thống lĩnh tối cao của loài người. Tuy nhiên, trong chính thể cai trị đế quốc đa hành tinh này, quyền của Hoàng đế Padishah bị chia bớt bởi cơ quan Spacing Guild quản lý ngân hàng và độc quyền chuyên chở trong không gian, dòng tu Bene Gesserit có khả năng tâm linh siêu phàm, và hội đồng quý tộc Landsraad.